# Quảng trường Liệt Sĩ, Tripoli

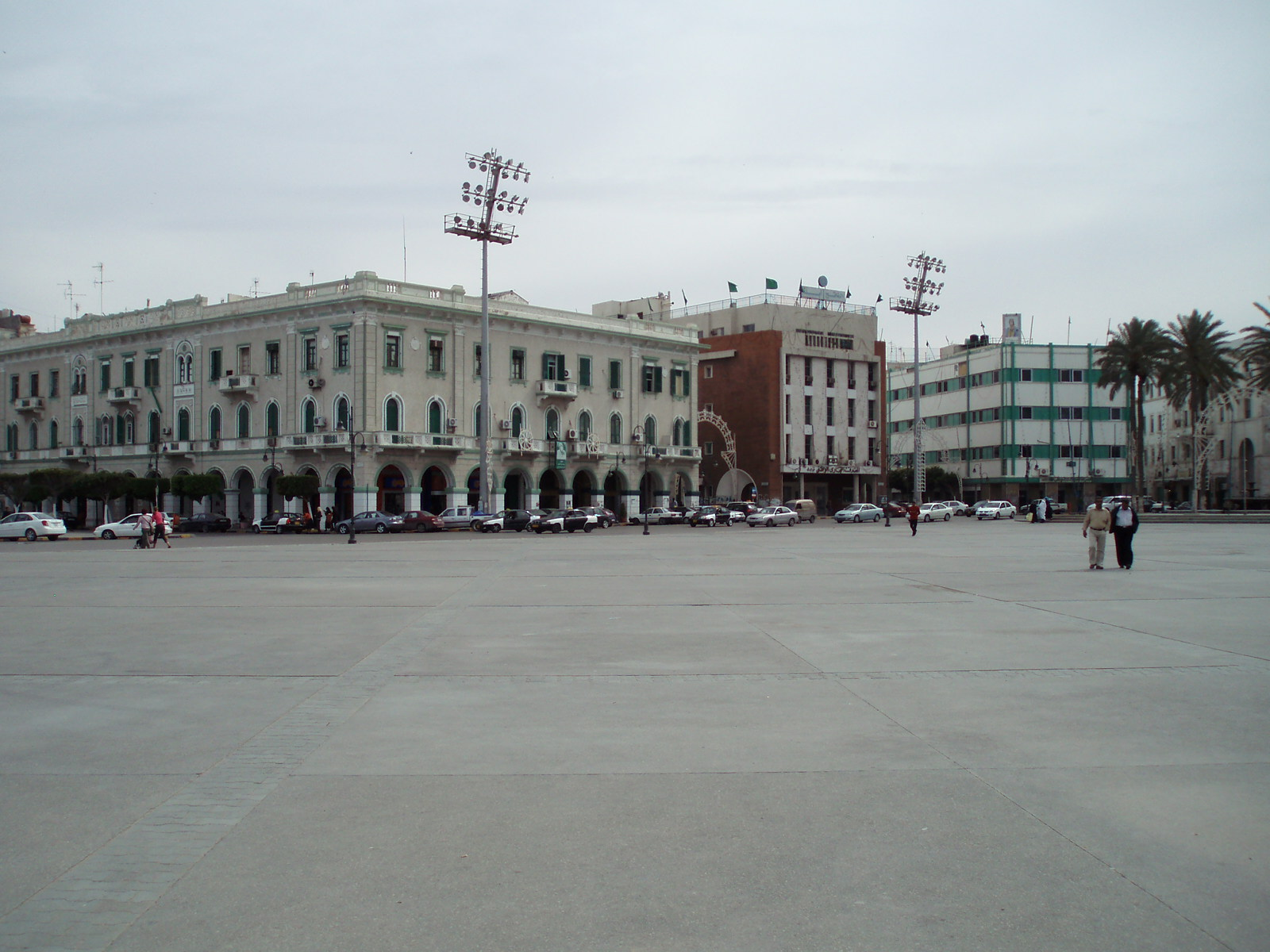
Quảng trường Xanh năm 2007 tại Tripoli

Quảng trường Liệt sĩ (tiếng Ả Rập: ميدان الشهداء Maydān ash-Shuhadā’, trong thời kỳ chế độ Gaddafi có tên gọi là Quảng Trường Xanh (tiếng Ả Rập: الساحة الخضراء / as-Sāḥah al-Khaḍrā’), là khu trung tâm của thủ đô Tripoli, Libya. Các trung tâm thương mại chính của thành phố đều nằm quanh quảng trường này. Sau khi chiếm được quảng trường vào ngày 20 tháng 8 năm 2011, các lực lượng nổi dậy đã đổi tên của quảng trường.
Quảng trường ban đầu được những người thực dân Ý xây dựng. Bên cạnh quảng trường là Lâu đài Đỏ, cùng một đại lộ rộng rãi hướng về phía bờ biển bắt đầu với hai cột trụ cao. Nhà hát Hoàng gia Miramare nằm ở đối diện với Lâu đài Đỏ, nhưng nó đã bị Gadaffi phá hủy sau khi ông ta lên nắm quyền sau thập niên 1960 để mở rộng diện tích cho các cuộc biểu dương lực lượng. Quảng trường được đặt lại tên là "Quảng trường Độc Lập" dưới thời Vương quốc Libya và sau cuộc cách mạng năm 1969, Gadaffi đã đổi tên quảng trường thành "Quảng trường Xanh", và nơi đây trở thành một biểu tượng cho quyền lực của ông.